# Tremella callunicola
Tremella callunicola är en svampart som beskrevs av P. Roberts 2001. Tremella callunicola ingår i släktet Tremella och familjen Tremellaceae.   Inga underarter finns listade i Catalogue of Life.